# Bổng hát
Bổng hát (zh. 棒喝, ja. bōkatsu) nghĩa là "Gậy và Quát", là phương thức tiếp dẫn giáo hoá đệ tử của các vị Tổ sư trong Thiền tông. Các vị khi tiếp dẫn người học để lấp tuyệt tư duy hư vọng, hoặc khảo nghiệm cảnh ngộ thì dùng gậy hoặc quát to. Người ta cho rằng dùng gậy thì bắt đầu từ Thiền sư Đức Sơn Tuyên Giám, tiếng quát (Hát) bắt đầu từ Thiền sư Lâm Tế Nghĩa Huyền.
Đức Sơn nổi danh vì cây gậy trên tay không kém tiếng quát của Lâm Tế. Thiền sư Nhật Bản Nhất Hưu Tông Thuần (ja. ikkyū sōjun) đề cao phương pháp hoằng hoá này trong một thời mà Thiền tông đang trên đường suy vi, chết cứng trong các sắc thái, nghi lễ rườm rà bên ngoài. Với một âm điệu chế nhạo—đặc trưng cho thiền—Sư ca ngợi phong cách của hai vị tiền bối. Tự gọi mình là Cuồng vân (zh. 狂雲, ja. kyōun), "áng mây cuồng điên", Sư viết như sau trong một bài kệ được lưu lại trong Cuồng vân tập (zh. 狂雲集, ja. kyōunshū):
Cuồng vân, cuồng phong
Hỏi ta đó là gì?
Sớm lang thang trên núi,
Chiều lại đến thành đô.
Vung cây gậy đúng lúc,
Lâm Tế cùng Đức Sơn,
Gương mặt đầy hổ thẹn.